# Nicola De Simone
(Stabiese d.o.c. nel cuore degli aretusei)
Nicola De Simone (Castellammare di Stabia, 13 gennaio 1954 – Napoli, 30 maggio 1979) è stato un calciatore italiano, di ruolo difensore.

## Biografia
Nato a Castellammare di Stabia il 13 gennaio 1954, figlio di Enrico e di Serafina De Martino, era l’unico maschio di sei figli. Dalla sua esperienza con la maglia viola della Fiorentina durata tre stagioni, Nicola ha trovato l'amore. A Firenze infatti ha incontrato la sua futura moglie, Adriana Borgioli, fiorentina di San Martino di Serravalle nei pressi di Scandicci, che sposò il 4 dicembre 1978. Dalla moglie Nicola ebbe una figlia di nome Sara, nata nell'ottobre del 1979, che purtroppo non ha mai conosciuto.

## Carriera

### Club
Cresciuto calcisticamente nella Libertas Stabia, fu acquistato nella stagione 1970-1971 dalla Fiorentina dove milita per due stagioni nelle giovanili senza riuscire ad approdare in prima squadra. Nel 1973 torna in Campania dove disputa due campionati di Serie D con la Sessana. Nel 1975, dopo un breve passaggio al Benevento, fa ritorno nella sua Castellammare di Stabia per giocare nella squadra della sua città, la Juve Stabia, sempre in Serie D, coronando così il sogno che Nicola alimentava sin da bambino. Nel 1977 sale di categoria trasferendosi nel Siracusa in Serie C dove milita fino al 1979. Sul finire della stagione 1978-79, la squadra aretusea ha conquistato la promozione in serie C1 e subito dopo la Coppa Italia Semiprofessionisti.

## Morte
Uno dei cinque tifosi siracusani presenti il 13 maggio 1979 al Comunale di Palma Campania ha raccontato che al 13' della partita Palmese-Siracusa, sugli sviluppi di un calcio d'angolo, si verifica un incidente di gioco in cui De Simone cadde violentemente a terra battendo il capo contro la recinzione. Trasportato urgentemente all'ospedale Cardarelli di Napoli, rimase in coma fino al 30 maggio, giorno del decesso.
Da lì a poco gli venne intitolato lo stadio di Siracusa precedentemente intitolato a re Vittorio Emanuele III, e noto anche come stadio comunale. Inoltre sempre a Siracusa è nato negli anni ottanta il Club Nicola De Simone, il quale prende storicamente posto in gradinata e fusosi durante gli anni duemila con il Club Azzurro diventando Club Azzurro Nicola De Simone. A Castellammare di Stabia gli è stata intitolata una scuola calcio attiva dal 1997 ed una strada che dà accesso allo Stadio Romeo Menti. Anche a Siracusa è stata fondata in tempi più recenti una scuola calcio che porta il suo nome, la quale il 30 maggio 2022 si è affiliata alla Juve Stabia. 

## SiraStabia
In suo onore è nato il gemellaggio tra le tifoserie di Siracusa e Juve Stabia, tuttora esistente dopo quarant'anni ed estesosi con il tempo alle due città, tanto che il 21 dicembre 2020 è stato siglato persino il gemellaggio tra i due comuni. 

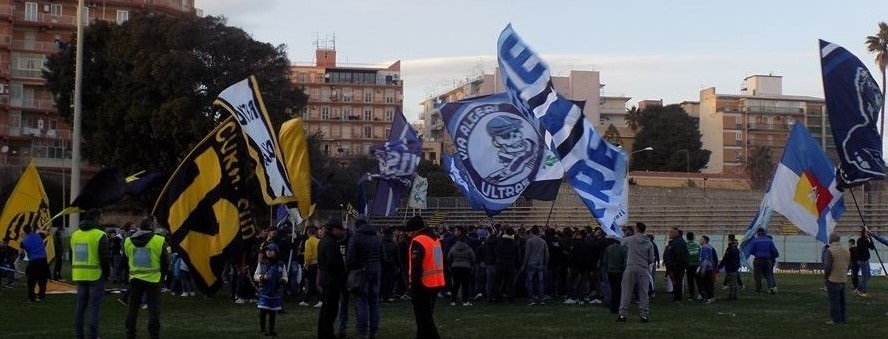
Sbandierata in campo dopo un Siracusa-Juve Stabia.

Lo storico gemellaggio, denominato Sirastabia, è nato a Castellammare di Stabia il 3 giugno 1979 in occasione dei funerali di De Simone a cui parteciparono gli oltre 1.500 siracusani diretti a Sorrento, ma è stato ufficializzato soltanto nel 1984 nel momento in cui a Siracusa e a Castellammare si è sviluppato il fenomeno ultras. Da allora il tifo aretuseo e stabiese si è stretto e unito in SiraStabia nel ricordo del calciatore, portando ancora oggi avanti i valori di amicizia e di fratellanza, rendendolo uno dei gemellaggi più antichi e più forti in ambito nazionale.

## Palmarès

### Club

#### Competizioni nazionali
- Coppa Italia Semiprofessionisti: 1

Siracusa:1978-1979